# دکتر جکیل و آقای هاید (فیلم ۱۹۱۳)
دکتر جکیل و آقای هاید (انگلیسی: Dr. Jekyll and Mr. Hyde) فیلمی در ژانر ترسناک و علمی–تخیلی به کارگردانی هربرت برنون است که در سال ۱۹۱۳ منتشر شد. از بازیگران آن می‌توان به هربرت برنون و جین گیل اشاره کرد.